# Gare de Noyal – Acigné
Gare de Noyal - Acigné – przystanek kolejowy w Noyal-sur-Vilaine, w departamencie Ille-et-Vilaine, w regionie Bretania, we Francji.
Jest przystankiem Société nationale des chemins de fer français (SNCF), obsługiwanym przez pociągi TER Bretagne.

## Położenie
Znajduje się na wysokości 47 m n.p.m., na 362,166 km linii Paryż – Brest, pomiędzy stacjami Servon i Cesson-Sévigné.